# Ласло Белењи
Ласло Белењи (мађ. Bölöni László, рум. Ladislau Bölöni; Таргу Муреш, 11. март 1953) румунски је фудбалски тренер и бивши фудбалер мађарске националности. Тренутно је тренер Меца.